# Aprostocetus microfuniculus
Aprostocetus microfuniculus is een vliesvleugelig insect uit de familie Eulophidae. De wetenschappelijke naam is voor het eerst geldig gepubliceerd in 1989 door Kostjukov.